# Башар, Фуат
Фуат Башар (тур. Fuat Başar, 7 марта 1953) — турецкий каллиграф, художник-эбру и поэт. Лауреат премии президента Турции в области культуры и искусства

## Биография
Родился 7 марта 1953 года в Эрзуруме. Окончил школу там же, затем поступил на медицинский факультет университета Ататюрка.
Во время учёбы Башару попалась книга Махмуда Языра «Красота карандаша» (тур. Kalem Güzeli), которая была посвящена исламской каллиграфии. Заинтересовавшись исламским искусством, Башар завязал переписку с Хамидом Айтачем и Мустафой Дюзгюнманом, последний из них был мастером эбру. Через три года Фуат Башар бросил медицину и переехал в Стамбул для изучения исламской каллиграфии под руководством Айтача и Дюзгюнмана.
После этого занимался исламской каллиграфией и эбру.
У Башара было более 100 персональных выставок, также он был участником множества групповых выставок.